# Звонкий палатальный имплозивный согласный
Звонкий палатальный имплозивный согласный — присутствующий в некоторых языках согласный звук. Символ в МФА — ʄ, аналог в алфавите X-SAMPA — J\_<.

## Примеры
| Язык   | Язык   | Слово     | МФА       | Значение             | Примечания                                             |
| ------ | ------ | --------- | --------- | -------------------- | ------------------------------------------------------ |
| Серер  | Серер  | [ʄaaɾ]    | [ʄaaɾ]    | 'болеть трихофитией' | Фонологически противопоставляется глухому имплозивному |
| Синдхи | Синдхи | [suʄaɳ]   | [suʄaɳ]   | 'раздуваться'        |                                                        |
| Тунни  | Тунни  | [ʄoːɡ]    | [ʄoːɡ]    | 'остаться'           |                                                        |
| Фула   | Фула   | [ʄetugol] | [ʄetugol] | 'брать'              |                                                        |
| Эга    | Эга    | [ʄè]      | [ʄè]      | 'клясться'           |                                                        |

## В реконструкции вымерших языков
Согласно реконструкции Пола Сидуэлла, исследователя мон-кхмерских языков, звонкий палатальный имплозивный присутствовал в прото-мон-кхмерском, но впоследствии был утрачен, перейдя в различных группах мон-кхмерской семьи в глухой и/или звонкий палатальный взрывной.